# M107/M110

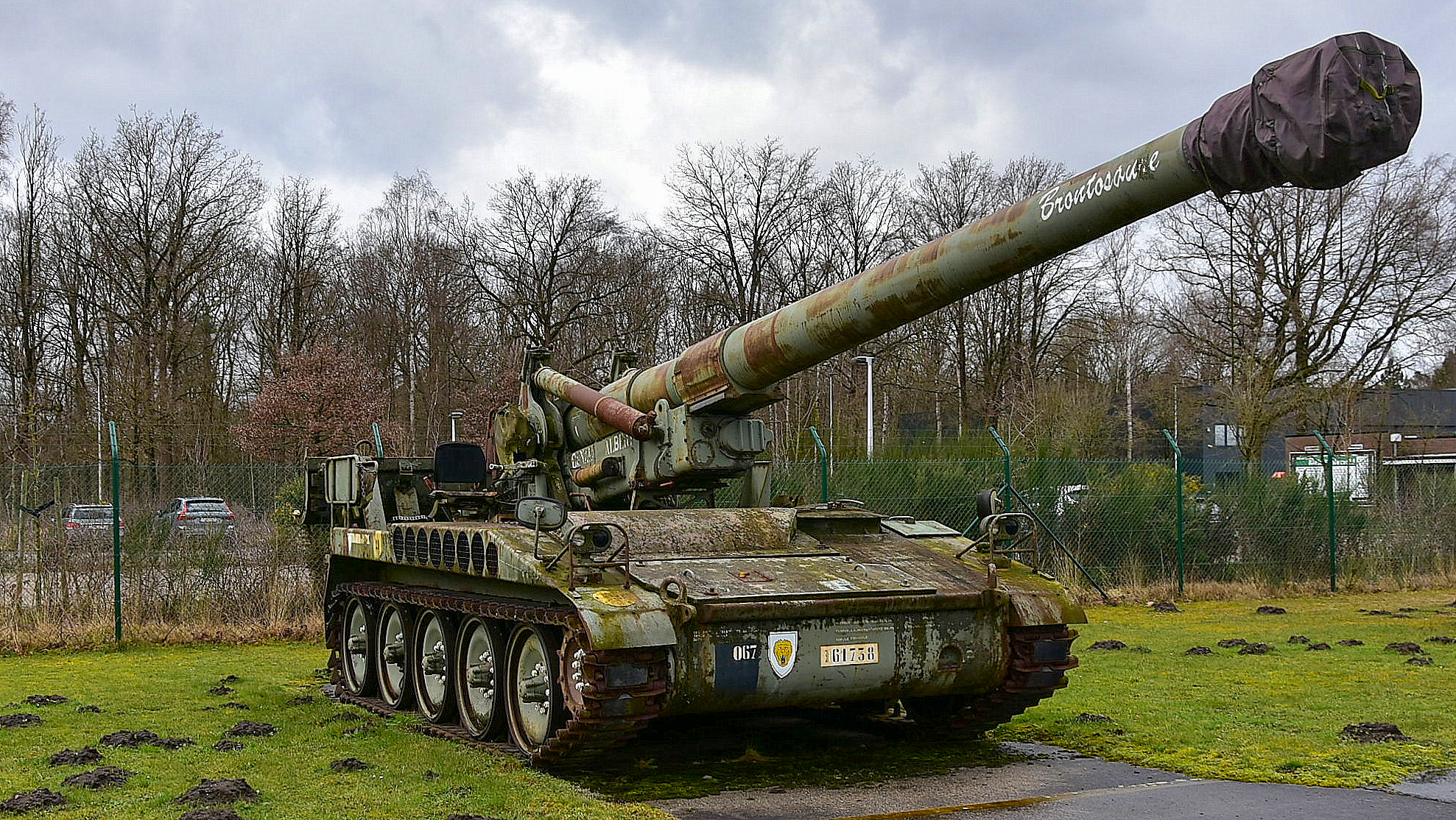
M107/M110 houwitser in het Site Gunfire Brasschaat-museum

De M107/M110 is een aanduiding van twee typen kanonnen op hetzelfde chassis. De M107 heeft een kanon met een kaliber van 175 mm en de M110 is bewapend met een 203 mm houwitser. De voertuigen zijn gebouwd in de Verenigde Staten en de kanonnen zijn geplaatst op een rijdend onderstel met rupsbanden.

## Algemeen

### Bewapening
- M107 175mm:

Het 175 mm-kanon van de M107 werd hoofdzakelijk gebruikt voor het beschieten van vijandelijke commando-, controle- en communicatieposten en aanvoerlijnen vér achter de vijandelijke linies. Met een effectief bereik van 21 kilometer, schoot het wapen verder dan vergelijkbare geproduceerde wapens van de Sovjet-Unie. Haar maximumbereik lag boven de 30 kilometer. De M107 is een kanon (hoge snelheid, lage baan, lange afstand). Het kanon gebruikte HE (High Explosive) granaten van 66,6 kilogram, met een aanvangssnelheid van 914 meter per seconde. De loop had een lengte van 10 meter. Het wapen kon per twee minuten één schot afvuren. Voor de bediening waren 13 soldaten noodzakelijk: één commandant, 10 kanonniers en twee chauffeurs. Vijf kanonniers konden op de M107 worden meegevoerd.
- M110 203 mm:

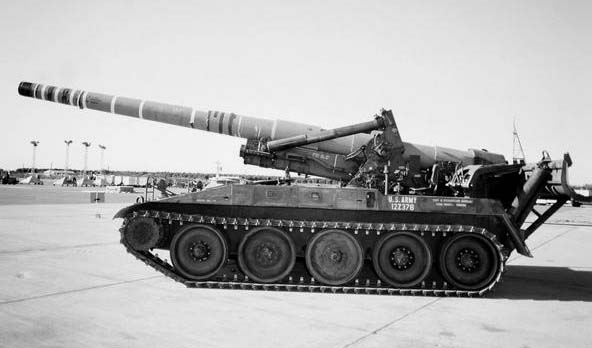
M110 203 mm-houwitser

De M110 is een houwitser (lage snelheid, hoge baan, korte afstand) met ongeveer de helft van het effectieve bereik van de M107, maar heeft de mogelijkheid om ook nucleaire granaten af te vuren. De dracht van dit wapen was 16.800 meter. De vuursnelheid was hetzelfde als voor de M107. De granaten hadden een gewicht van ongeveer 91 kilogram, afhankelijk van het soort, en de nucleaire versie woog circa 110 kilogram. De bemanning was gelijk aan die van de M107.

### Chassis
De M107 en M110 zijn gebaseerd op een gemeenschappelijk chassis. Het heeft vijf wielen aan weerszijden van het chassis, afgeveerd door torsiestaven. De rupsband wordt aangedreven vanaf de voorkant door een 405 pk turbo dieselmotor van Detroit Diesel Engine, een onderdeel van General Motors. De 9,3 liter motor en transmissie zijn gemonteerd aan de voorkant rechts, met de bestuurder links daarvan. Het voertuig had op de weg een maximale snelheid van 55 km/u en in het terrein was dit ongeveer 35 km/u. Het bereik op verharde wegen lag op ruim 700 kilometer; er kon 1.137 liter brandstof worden meegenomen in de brandstoftanks. Het totaal gewicht van kanon en chassis lag tussen de 26 en 28 ton.
De M107/M110 zijn (of waren) in gebruik bij vele landen.

## Koninklijke Landmacht
Bij de Nederlandse Koninklijke Landmacht zijn er tussen 1966 en 1967 – ter vervanging van het getrokken kanon 155mm-M59 (de 'Long Tom' ) – 28 stukken M107 aangeschaft. Eveneens werden in 1966 en 1967 nog eens 11 stukken 203mm houwitser M110 verworven voor de nucleaire artillerie. In de periode 1982 tot 1987 werden de 39 stukken M107 en M110 voorzien van een lange schietbuis 8" (203 mm). Deze kregen toen de typeaanduiding M110 A1 en A2 (A1 zonder mondingsrem en A2 met mondingsrem).
In de 90'er jaren zijn enkele exemplaren verkocht. Enkele zijn behouden voor musea, maar de meeste zijn in Soesterberg verschroot in het kader van het SALT-verdrag.
Naast de M107 en M110 stukken voor de legerkorpsartillerie, beschikte de koninklijke landmacht ook over de M109-Pantserhouwitser voor de artillerie op brigadeniveau.